# 費用
費用（ひよう、英: cost, expense）とは、生産や取引などの経済活動に伴って支払う金銭である。費用は、適用範囲などの違いから様々な形で記述される。

## 分類

### 基本概念
総費用 (total cost)生産に伴って必要になる費用の総額
平均費用 (average cost)総費用を生産量で割ったもの。生産物1単位あたりの費用
限界費用 (marginal cost)生産量を追加的1単位増加させた時の総費用の増加分
機会費用 (opportunity cost)ある経済活動に対して、選択されなかった最善の選択肢を選んだ時に得られる価値。
ある人が1時間当たり3,000円の仕事を依頼されたにもかかわらず、昼寝をしたとしよう。機会費用を無視した場合、昼寝の費用はゼロ円である。実際に金銭の支払いは存在しないからである。しかし、昼寝の機会費用は1時間当たり3,000円である。この所得を得る機会を犠牲にしているからである。
理論的な経済学においては、断り書きがない場合の「費用」とは機会費用を指すことが多い。

### 固定費用と変動費用
固定費用 (fixed cost)生産量の水準にかかわらずかかる費用。例えば、土地代など。
変動費用（可変費用）(variable cost)生産量の変化に伴って変動する費用。例えば、原材料費など。

### 短期と長期
- 短期の費用
  - ある生産要素が固定的である場合の費用。
- 長期の費用
  - すべての生産要素が可変的である場合の費用。

### 不可逆性
埋没費用 (sunk cost)支払ってしまい取り返せない費用。例えば、入場後の映画チケット代など。

### 私的費用、外部費用と社会的費用
私的費用 (private cost)買い手が売り手に支払う費用。
外部費用 (external cost)外部性を費用として見たもの。外部経済は負の費用（正の便益）、外部不経済は正の費用となる。
社会的費用 (social cost)私的費用と外部費用の和。
精神的費用 (psychic cost)一種の社会的費用で、特にストレスや生活の質の損失に伴う費用。

### その他
取引コスト (transaction cost)　

## 会計上の費用
企業会計において、費用（expense）とは、経済的価値の減少のことをいう。逆に、収益（revenue）とは経済的価値の増加のことをいう。損益計算書において、収益から費用を差し引いた額を利益（マイナスの場合は損失）という。
通常、費用は金銭の支出を伴うため、金銭の支出と同時に計上される。しかし、減価償却費のように金銭の支出を伴わない費用もある。このため、損益計算書によって示される利益とキャッシュ・フロー計算書によって示される現金収支は一致しない。
費用の発生と金銭（現金預金等）の支出は時間的にずれることも多い。物品やサービスの購入とそれに対する支払いが一致しないことが多いためである。また、金銭の支出は費用の発生だけではなく資産の購入であることも、費用の発生と金銭の支出が一致しない理由としてある。その他に、繰延資産（創立費、開業費、研究開発費など）のように一過的な支出であってもその効力が支出以後にも及ぶ場合、資産として計上されることもある。修繕のための支出も収益的支出（基本的に現状維持のための支出であり費用計上）と、資本的支出（現状維持の範囲を超えるものであり資産計上）の差もある。以上のことにより、減価償却費の計上の他にも金銭の支出と費用の計上が一致しないことがある。

## 民法上の費用
- 必要費 - 保存等のために支出した費用（民法第196条）
- 有益費 - 占有物の改良のための費用を言う（民法第196条）。
  - 留置権者による費用の償還請求（民法第299条）
  - 管理者による費用の償還請求等（民法第702条）
- 共益費 - 各債権者の共通の利益のために要した費用。